# Gnanapragasam Anthonypillai
Gnanapragasam Anthonypillai (ur. 12 lipca 1965 w Adampan) – lankijski duchowny rzymskokatolicki, biskup Mannar od 2025.

## Życiorys
Święcenia kapłańskie przyjął 7 kwietnia 1994 i został inkardynowany do diecezji Mannar.
14 grudnia 2024 papież Franciszek mianował go biskupem diecezjalnym Mannar. Sakry udzielił mu 22 lutego 2025 biskup senior Mannar Fidelis Fernando.